# Гіві Мачарашвілі
Гіві Мачарашвілі (груз. გივი მაჭარაშვილი; нар. 17 травня 1997, Мцхета, Мцхета-Мтіанеті) — грузинський борець вільного стилю, дворазовий бронзовий призер чемпіонатів світу, дворазовий чемпіон Європи, срібний призер Європейських ігор, срібний призер Олімпійських ігор.

## Життєпис
Боротьбою почав займатися з 2008 року. Багаторазовий призер чемпіонатів Європи та світу в молодших віковий групах.
Тренер — Леван Кобулашвілі (з 2008).

## Спортивні результати на міжнародних змаганнях

### Виступи на Олімпіадах
| Змагання                    | Збірна | Вагова категорія          | Місце  |
| --------------------------- | ------ | ------------------------- | ------ |
| Літні Олімпійські ігри 2024 | Грузія | вільна боротьба, до 97 кг | Срібло |

### Виступи на Чемпіонатах світу
| Змагання                        | Збірна | Вагова категорія          | Місце  |
| ------------------------------- | ------ | ------------------------- | ------ |
| Чемпіонат світу з боротьби 2022 | Грузія | вільна боротьба, до 97 кг | Бронза |
| Чемпіонат світу з боротьби 2023 | Грузія | вільна боротьба, до 97 кг | Бронза |

### Виступи на Чемпіонатах Європи
| Змагання                         | Збірна | Вагова категорія          | Місце  |
| -------------------------------- | ------ | ------------------------- | ------ |
| Чемпіонат Європи з боротьби 2023 | Грузія | вільна боротьба, до 97 кг | Золото |
| Чемпіонат Європи з боротьби 2024 | Грузія | вільна боротьба, до 97 кг | Золото |
| Чемпіонат Європи з боротьби 2025 | Грузія | вільна боротьба, до 97 кг | Золото |

### Виступи на Європейських іграх
| Змагання              | Збірна | Вагова категорія           | Місце  |
| --------------------- | ------ | -------------------------- | ------ |
| Європейські ігри 2019 | Грузія | вільна боротьба, до 125 кг | Срібло |

### Виступи на Кубках світу
| Змагання                    | Збірна | Вагова категорія | Місце |
| --------------------------- | ------ | ---------------- | ----- |
| Кубок світу з боротьби 2018 | Грузія | команда          | 5     |
| Кубок світу з боротьби 2022 | Грузія | команда          | 4     |

### Виступи на інших змаганнях
| Змагання                                     | Збірна | Вагова категорія           | Місце  |
| -------------------------------------------- | ------ | -------------------------- | ------ |
| Турнір Степана Саргісяна 2017                | Грузія | вільна боротьба, до 97 кг  | 8      |
| Гран-прі «Іван Яригін» 2018                  | Грузія | вільна боротьба, до 97 кг  | 8      |
| Турнір Г. Картозія і В. Балавадзе 2018       | Грузія | вільна боротьба, до 97 кг  | Срібло |
| Турнір Степана Саргісяна 2018                | Грузія | вільна боротьба, до 125 кг | Золото |
| Турнір Г. Картозія і В. Балавадзе 2019       | Грузія | вільна боротьба, до 97 кг  | Бронза |
| Турнір Яшара Догу 2020                       | Грузія | вільна боротьба, до 97 кг  | Срібло |
| Гран-прі Франції Анрі Деглана 2021           | Грузія | вільна боротьба, до 97 кг  | Срібло |
| Київський Міжнародний турнір з боротьби 2021 | Грузія | вільна боротьба, до 125 кг | Бронза |
| Турнір Яшара Догу 2021                       | Грузія | вільна боротьба, до 97 кг  | Бронза |
| Меморіал Маттео Пелліконе 2022               | Грузія | вільна боротьба, до 97 кг  | Срібло |
| Турнір Ібрагіма Мустафи 2023                 | Грузія | вільна боротьба, до 97 кг  | 16     |
| Меморіал Імре Поляка та Яноша Варги 2023     | Грузія | вільна боротьба, до 97 кг  | Бронза |
| Відкритий чемпіонат Загреба з боротьби 2024  | Грузія | вільна боротьба, до 125 кг | 9      |
| Меморіал Імре Поляка та Яноша Варги 2024     | Грузія | вільна боротьба, до 125 кг | Бронза |
| Турнір Мухамета Мало 2025                    | Грузія | вільна боротьба, до 125 кг | 5      |

### Виступи на змаганнях молодших вікових груп
| Змагання                                       | Збірна | Вагова категорія           | Місце  |
| ---------------------------------------------- | ------ | -------------------------- | ------ |
| Чемпіонат Європи з боротьби серед кадетів 2013 | Грузія | вільна боротьба, до 100 кг | 13     |
| Чемпіонат світу з боротьби серед кадетів 2013  | Грузія | вільна боротьба, до 100 кг | Бронза |
| Чемпіонат Європи з боротьби серед кадетів 2014 | Грузія | вільна боротьба, до 100 кг | Бронза |
| Чемпіонат світу з боротьби серед кадетів 2014  | Грузія | вільна боротьба, до 100 кг | Золото |
| Чемпіонат Європи з боротьби серед юніорів 2015 | Грузія | вільна боротьба, до 96 кг  | 14     |
| Чемпіонат Європи з боротьби серед юніорів 2016 | Грузія | вільна боротьба, до 96 кг  | Срібло |
| Чемпіонат світу з боротьби серед юніорів 2016  | Грузія | вільна боротьба, до 96 кг  | 11     |
| Чемпіонат Європи з боротьби серед юніорів 2017 | Грузія | вільна боротьба, до 96 кг  | Золото |
| Чемпіонат світу з боротьби серед юніорів 2017  | Грузія | вільна боротьба, до 96 кг  | Срібло |
| Чемпіонат Європи з боротьби серед молоді 2016  | Грузія | вільна боротьба, до 97 кг  | Бронза |
| Чемпіонат Європи з боротьби серед молоді 2017  | Грузія | вільна боротьба, до 97 кг  | Золото |
| Чемпіонат світу з боротьби серед молоді 2017   | Грузія | вільна боротьба, до 97 кг  | 9      |
| Чемпіонат Європи з боротьби серед молоді 2018  | Грузія | вільна боротьба, до 97 кг  | Бронза |
| Чемпіонат світу з боротьби серед молоді 2018   | Грузія | вільна боротьба, до 97 кг  | Золото |
| Чемпіонат Європи з боротьби серед молоді 2019  | Грузія | вільна боротьба, до 97 кг  | Бронза |
| Чемпіонат світу з боротьби серед молоді 2019   | Грузія | вільна боротьба, до 97 кг  | 5      |